# Arnold Rørholt (Jurist)
Arnold Anderssøn Rørholt (* 21. Januar 1909 in Tønsberg; † 1986) war ein norwegischer Jurist.

## Leben
Rørholt erhielt 1932 den Grad eines candidata juris und studierte von 1932 bis 1934 am Genfer Hochschulinstitut für internationale Studien. Im Anschluss arbeitete er als Sekretär bei der Internationalen Arbeitsorganisation (ILO). Von 1939 bis 1950 war er Generalsekretär des Norwegischen Roten Kreuzes.
Danach war er als Vertreter des Hohen Flüchtlingskommissars der Vereinten Nationen tätig, 1951 in der Bundesrepublik Deutschland und von 1957 bis 1969 in Österreich.

## Ehrungen
- 1959: Ritter 1. Klasse des Sankt-Olav-Ordens
- 1960: Großes Verdienstkreuz der Bundesrepublik Deutschland
- Komtur des Ordens Polonia Restituta